# Gerald Levert
Gerald Levert (Filadelfia, 13 luglio 1966 – Newbury, 10 novembre 2006) è stato un cantautore e produttore discografico statunitense.

## Biografia
Nato in Pennsylvania ma cresciuto in Ohio, cantava nel trio LeVert insieme al fratello Sean e all'amico Marc Gordon. Inoltre era membro del supergruppo LSG insieme a Keith Sweat e Johnny Gill. Suo padre, Eddie Levert, è stato cantante nel gruppo The O'Jays. Col padre ha anche realizzato e pubblicato due album collaborativi.
Con i LeVert ha debuttato nel 1985, mentre nel 1991 ha pubblicato il suo primo album da solista. 
Nel 1988 ha vinto due Soul Train Awards come membro dei LeVert.
Ha lavorato molto anche come autore e produttore, collaborando in tal senso con Barry White, Anita Baker, Stephanie Mills, Patti LaBelle, James Ingram e altri artisti.
Nel novembre 2006 è deceduto a soli 40 anni a causa di un attacco di cuore.
Nel 2008 ha vinto un Grammy postumo ("miglior interpretazione R&B tradizionale" per In My Songs).

## Discografia

### Da solista
- 1991 – Private Line
- 1994 – Groove On
- 1998 – Love & Consequences
- 1999 – G
- 2001 – Gerald's World
- 2002 – The G Spot
- 2003 – Stroke Of Genius
- 2004 – Do I Speak For The World
- 2005 – Voices
- 2007 – In My Songs
- 2010 – The Best of Gerald Levert

### LeVert
- 1985 – I Get Hot
- 1986 – Bloodline
- 1987 – The Big Throwdown
- 1988 – Just Coolin
- 1990 – Rope A Dope Style
- 1993 – For Real Tho
- 1997 – The Whole Scenario

### LSG
- 1997 – Levert-Sweat-Gill
- 2003 – LSG2

### Gerald & Eddie Levert
- 1995 – Father & Son
- 2007 – Something To Talk About